# فقدان بشر
فقدان بشر (ژاپنی: 人間失格 هپبورن: Ningen Shikkaku) یک فیلم پویانمایی رایانه‌ای ژاپنی در ژانر علمی–تخیلی به کارگردانی مشترک فومینوری کیزاکی و هیروشی اوتاکه و محصول سال ۲۰۱۹ است. فیلم‌نامه این فیلم توسط تو اوبوکاتا بر اساس رمان زوال بشری محصول سال ۱۹۴۸ اثر اوسامو دازای به رشته تحریر درآمده است. این اولین فیلم استودیوی پولیگون پیکچرز به‌شمار می‌رود که در نتفلیکس پخش نشده‌است. نخستین نمایش فیلم در ۱۴ ژوئن ۲۰۱۹ و طی جشنواره بین‌المللی فیلم انیمیشن انسی بود، و سپس در ۲۹ نوامبر ۲۰۱۹ در کشور ژاپن اکران شد.

## داستان
در آینده‌ای نه چندان دور در سال ۲۰۳۶، پیشرفت در فناوری پزشکی منجر به ایجاد سیستمی از نانوماشین‌ها شده‌است که در داخل بدن همهٔ انسان‌ها کاشته شده‌است و قادر است بیماری، جراحات و حتی مرگ را معکوس کند. اما اگر فردی ارتباط نانوفناوری خود را از سیستم جدا کند، به موجوداتی جهش‌یافته و عاری از گونه عقلانیت تحت نام «گمشده» تبدیل می‌شوند.

## بازیگران
| شخصیت         | ژاپنی             | انگلیسی        |
| ------------- | ----------------- | -------------- |
| یوزو اوبا     | مامورو میانو      | آستین تیندل    |
| تسونکو        | هاروکا چیسوگا     | سارا ویدن‌هِفت   |
| تاکه‌ایچی      | جون فوکویاما      | جیسون لیب‌رشت   |
| یوشیکو هیراگی | کانا هانازاوا     | میسی ان جانسون |
| شیبوتا        | کنیچیرو ماتسودا   | کریس ریجر      |
| مادام         | میوکی ساواشیرو    | استفانی یانگ   |
| آتسوگی        | ریکیا کویاما      | دیوید والد     |
| ماسائو هوریکی | تاکاهیرو ساکورایی | رابرت مک‌کولوم  |
| شیگه          | شیگرو چیبا        | آر. بروس الیوت |
| شیزوکو        | سیکو تامورا       | کیتلین بار     |